# Liste der Bodendenkmäler in Oberleichtersbach
Auf dieser Seite sind die Bodendenkmäler in der unterfränkischen Gemeinde Oberleichtersbach zusammengestellt. Diese Tabelle ist eine Teilliste der Liste der Bodendenkmäler in Bayern. Grundlage ist die Bayerische Denkmalliste, die auf Basis des Bayerischen Denkmalschutzgesetzes vom 1. Oktober 1973 erstmals erstellt wurde und seither durch das Bayerische Landesamt für Denkmalpflege geführt wird. Die folgenden Angaben ersetzen nicht die rechtsverbindliche Auskunft der Denkmalschutzbehörde.

## Bodendenkmäler der Gemeinde

### Bodendenkmäler in der Gemarkung Oberleichtersbach
| Lage                                        | Objekt | Akten-Nr.     | Bild           |
| ------------------------------------------- | --- | ------------- | -------------- |
| Oberleichtersbach Am Kirchberg 3 (Standort) | Untertägige Teile der mittelalterlichen bis frühneuzeitlichen Katholischen Pfarrkirche St. Petrus und Paulus in Oberleichtersbach, Fundamente mittelalterlicher Vorgängerbauten sowie Körpergräber des Mittelalters und der Neuzeit. Siehe auch: mittelalter, neuzeit, St. Peter und Paul (Oberleichtersbach), Körpergrab | D-6-5724-0008 | weitere Bilder |

### Bodendenkmäler in der Gemarkung Unterleichtersbach
| Lage                          | Objekt                                                                                                | Akten-Nr.     | Bild |
| ----------------------------- | --- | ------------- | ---- |
| Unterleichtersbach (Standort) | Untertägige Teile der spätneuzeitlichen Kapelle in Unterleichtersbach. Siehe auch: Unterleichtersbach | D-6-5724-0013 |      |